# Cranoglanis multiradiatus
Cranoglanis multiradiatus es una especie de pez de la familia Cranoglanididae en el orden de los Siluriformes.

## Morfología
• Los machos pueden llegar alcanzar los 30,7 cm de longitud total.

## Hábitat
Es un pez de agua dulce. y de clima tropical.

## Distribución geográfica
Se encuentra en la China.